# Oksan-myeon, Buyeo-gun
Oksan-myeon (koreanska: 옥산면) är en socken i kommunen Buyeo-gun i provinsen Södra Chungcheong i Sydkorea, 150 km söder om huvudstaden Seoul.